# Shane Heams
Shane Timothy Heams, född den 29 september 1975 i Toledo i Ohio, är en amerikansk före detta professionell basebollspelare som tog guld för USA vid olympiska sommarspelen 2000 i Sydney.
Heams spelade åtta säsonger i Minor League Baseball 1995–2002. Förutom första säsongen var han pitcher och som sådan spelade han totalt 236 matcher där han var 28–19 (28 vinster och 19 förluster) med en earned run average (ERA) på 3,84 och 413 strikeouts. Han spelade två säsonger 2004–2005 i den av Major League Baseball (MLB) oberoende proffsligan Atlantic League.
Heams spelade aldrig en enda match i MLB.